# Xu Yang (calciatore 1979)
Xu Yang (徐洋S, Xú YángP; Shenyang, 5 giugno 1979) è un ex calciatore cinese, di ruolo centrocampista.